# Chartered engineer
Il Chartered Engineer (abbreviato in CEng) è un titolo professionale protetto legalmente in Ingegneria rilasciato dal "Consiglio d'Ingegneria" (lett. "Engineering Council" o "inglese") in Gran Bretagna. Il titolo è rilasciato dopo aver superato una serie di esami e dopo una pratica professionale di circa 7 anni.
Altro titolo di ingegnere professionista legalmente protetto rilasciato sempre dal "Consiglio d'Ingegneria" è Incorporated Engineer (abbreviato IEng)
Il Consiglio d'Ingegneria è l'autorità preposta per la regolamentazione della professione; è riconosciuto con Decreto Reale (Royal Charter) ed è Autorità Competente a norma della Direttiva Europea 2005/36.
In Gran Bretagna il Chartered Engineer e l'Incorporated Engineer sono ingegneri professionisti riconosciuti con Decreto Ministeriale (Statutory Instruments) n.824 del 1991, aggiornato con Decreto n.2781 del 2007. Tali decreti rendono i titoli Chartered Engineer e Incorporated Engineer validi in Europa tramite la Direttiva Europea 2005/36.Commissione Europea-database delle professioni regolamentate: https://web.archive.org/web/20121026001321/http://ec.europa.eu/internal_market/qualifications/regprof/index.cfm?fuseaction=profession.regProfs&profId=6000